# قاشچنکارد

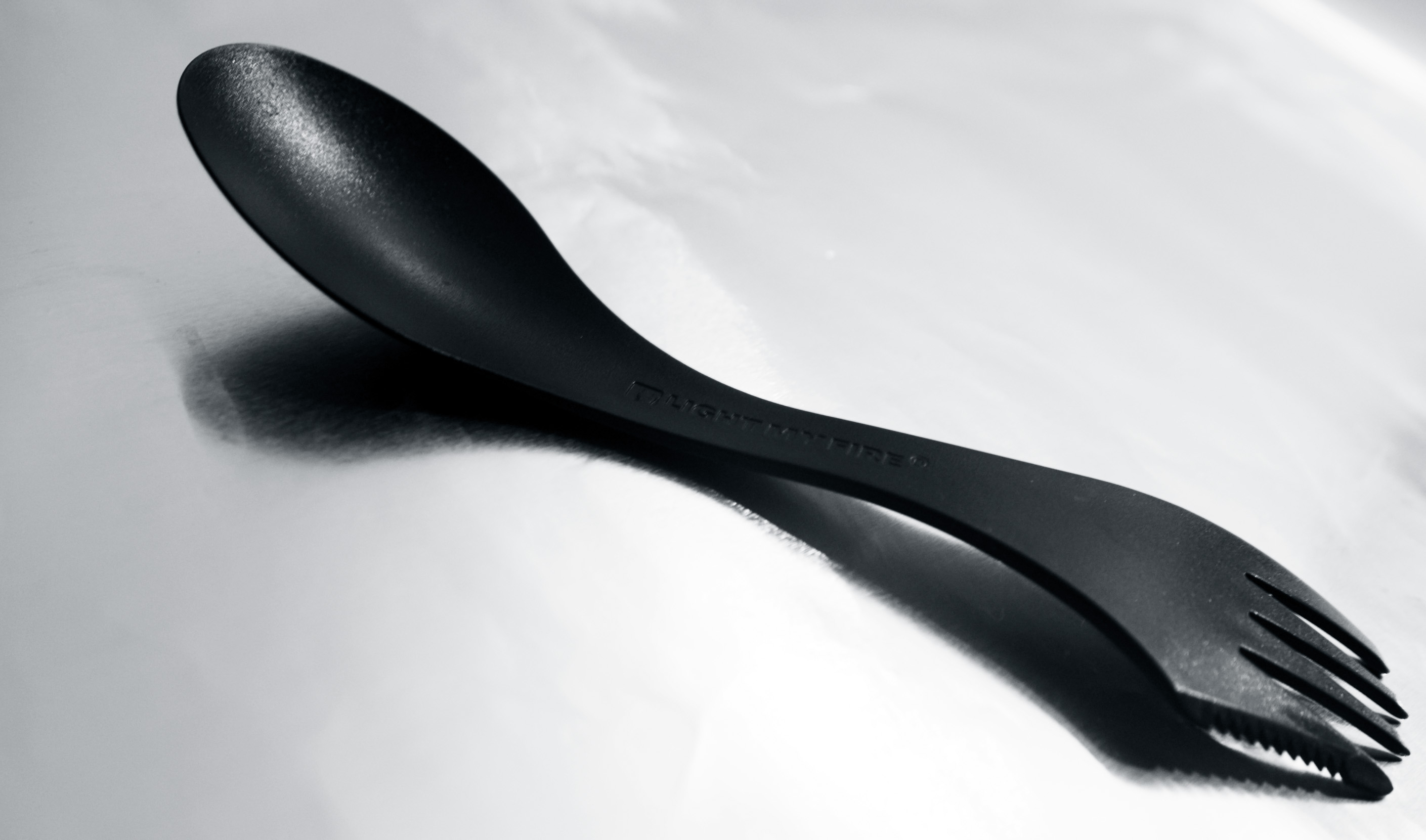
نوع پلاستیکی قاشچنکارد

قاشچنکارد (انگلیسی: Sporf) نوعی ابزار است که در آن کارایی قاشق، چنگال و کارد موجود است.